# Peter Benoit
Petrus Leonardus Leopoldus Benoit (født 17. august 1834 Harelbeke Flanders, Belgien, død 8. marts 1901) var en flamsk/belgisk komponist og pædagog.
Benoit har skrevet kantater og orkesterværker, operaer og koncerter. Han var lærer og underviste blandt andre Jan Blockx.

## Udvalgte værker
- De Schelde – Oratorium
- Lucifer – Oratorium
- Isa – Opera
- Het Dorp in´t Gebergte – Opera
- Fløjtekoncert
- Le Roi Des Aulnes – for klaver og orkester
- Klaverkoncert
- Le Meutre d´Abel – Kantate